# II bitwa pod St Albans
II bitwa pod St Albans – starcie zbrojne, które miało miejsce w trakcie Wojny Dwóch Róż w St Albans 17 lutego 1461.
Wojska pod dowództwem hrabiego (earla) Warwick Ryszarda Neville i Johna Mowbraya diuka Norfolk  zagrodziły w północnej części miasta drogę wiodącą z Londynu przez St Albans do Dunstable.
Armia Lancasterów, chcąc zyskać przewagę przez zaskoczenie, okrążyła przeciwników odgradzając tym razem Yorków od Londynu. Wojska królowej Małgorzaty przybyły na ulicę George Street, gdzie zostały ostrzelane przez łuczników. Udało im się jednak przejść do miasta przez niechronioną Catherine Lane.
Do najkrwawszych starć doszło na ulicach St Peter's Street oraz Market Place.
W bitwie poległo do 6000 osób: 2000 po stronie Lancasterów i 4000 po stronie Yorków. Wśród ofiar po stronie Lancasterów był John Grey, mąż Elżbiety Woodville, która trzy lata później poślubiła Edwarda IV Yorka.
Zwycięzcom udało się uwolnić króla Henryka VI Lancastera.